# Joana Aguiar
Joana Várzea Aguiar (* 12. August 1998 in Lissabon) ist eine portugiesische Schauspielerin.

## Leben und Karriere
Aguiar wurde am 12. August 1998 in Lissabon geboren. Ihr Debüt gab sie 2014 in der Seifenoper (Telenovela) Mar Salgado. Anschließend trat sie 2016 in A Única Mulher auf. Außerdem war sieb2017 in dem Film Leviano zu sehen. Im selben Jahr bekam sie in O Fim da Inocência eine Hauptrolle. Von 2019 bis 2021 spielte sie in Nazaré mit. Zwischen 2021 und 2022 wurde Aguar für die Serie Amor Amor gecastet.

## Filmografie
Filme
- 2017: Leviano
- 2017: O Fim da Inocência

Serien
- 2014–2015: Mar Salgado
- 2016: A Única Mulher
- 2018: Onde Está Elisa?
- 2019–2021: Nazaré
- 2021–2022: Amor Amor
- 2022: Lua de Mel
- 2023–2024: Flor sem Tempo
- 2025: A Herança